# Sherif Gaber
Sherif Gaber (vollständiger Name: Ägyptisches Arabisch: Sherif Gaber Abdelazim Bakr; شريف جابر عبد العظيم بكر, DMG Šarīf Ǧābir ʿAbd al-ʿAẓīm Bakr * ca. 1993) ist ein Blogger, der am 27. Oktober 2013 wegen Atheismus und „Missachtung der Religion“ festgenommen wurde.

## Biographie
Gaber dreht seit Jahren Satirevideos mit religions- und islamkritischen Inhalten. Mit Videos wie „Existiert Gott?“, „Evolution und Religion sind unvereinbar“ und „Kritik an Religion ist ein Menschenrecht“ brachten ihn seine Videos in rechtliche Schwierigkeiten. Das ägyptische Gesetz gegen Blasphemie, Artikel 98(f) des Strafgesetzbuches, wurde schließlich zur Rechtfertigung seiner Verhaftung herangezogen.

### Verhaftung und Gerichtsverfahren
Am 27. Oktober 2013 um 3:00 Uhr kamen drei gepanzerte Staatssicherheitsautos und ein Militärfahrzeug bei Gaber zu Hause an. Eine Reihe von Staatssicherheitsbeamten betraten seine Wohnung, führten eine Durchsuchung durch und beschlagnahmten sein gesamtes Eigentum, einschließlich, aber nicht beschränkt auf, seine Schulpapiere und Dokumente, Bücher, seinen PC, sein Handy und sein Geld. Danach warfen sie ihn ins Auto und brachten ihn ins Gefängnis.
Kacem El Ghazzali hat in einem Plädoyer für die Abschaffung der Blasphemiegesetze den Fall Gaber vor dem UNHRC hervorgehoben.
Am 3. Dezember 2013 beschloss das Gericht Gaber freizulassen, nachdem er 7500 LE bezahlt hatte (2500 für die Anklage wegen Blasphemie und 5000 für die „Verbreitung unmoralischer Werte und ungewöhnlicher Gedanken, die den öffentlichen Frieden und die nationale Sicherheit Ägyptens provozieren und stören“). Er wurde am nächsten Tag entlassen, aber sein Fall war noch nicht abgeschlossen.
Am 16. Februar 2015 wurde Gaber für schuldig befunden und zu einem Jahr Gefängnis verurteilt. Er durfte für 1000 LE Berufung einlegen, aber stattdessen entschied sich Gaber dafür sich zu verstecken.

### Verstecken und Arrestierung
Gabers Aufenthaltsort war unbekannt, aber im Juli 2015 berichtete der Blog Patheos, dass Gaber Pro-Wissenschaften und Pro-Menschenrechtsvideos auf YouTube veröffentlicht hatte.
Am 31. März 2018 veröffentlichte Gaber einen Tweet über eine bevorstehende Verhaftung, rief zur Ruhe unter seinen Anhängern auf und behauptete, er werde „weiterhin Videos machen, wenn ich rauskomme... ich werde die Drehbücher im Gefängnis schreiben.“
Am Samstag, den 5. Mai 2018, wurde Gaber erneut verhaftet und inhaftiert. Mehrere Medien verbanden seine Verhaftung mit einer großen Anzahl von Verhaftungen um die Zeit der Wiederwahl von Präsident El-Sisi im März 2018 (allgemein als Farce angesehen, da die Wahlen nicht frei und gerecht waren), darunter ein anderer satirischer Videomacher namens Shady Abuzaid (oder Shadi Abuzeid) eine Woche nach Gaber.
Am 1. Oktober 2018 twitterte Gaber und sagte, dass sein Pass an einem ägyptischen Flughafen beschlagnahmt wurde und dass ihm verboten wurde, das Land zu verlassen. Er sagte auch, dass es zwei „verschiedene laufende Blasphemie-Anklagen“ gegen ihn gebe, und dass er nicht mehr Details mitteilen könne. Laut Gabers Tweet belief sich die Gesamtzahl der gegen ihn erhobenen Straftaten, die mit jeweils bis zu 15 Jahre im ägyptischen Gefängnis strafbar sind, am 12. Oktober 2018 auf fünf „von Blasphemie über beleidigenden Islam, Religionsverachtung, Unterstützung der Homosexualität, Erschütterung des Friedens in der Gesellschaft bis hin zu religiösem Extremismus.“